# Семиряга, Михаил Иванович
Михаи́л Ива́нович Семиря́га (14 ноября 1922 — 1 июля 2000, Москва) — советский и российский военный историк. Доктор исторических наук, профессор РГГУ. Действительный член Академии военных наук. Полковник запаса.

## Биография
Родился в 1922 году в с. Катериновка Черно-Островского района Винницкого округа.
Был призван в ряды Красной Армии в 1939 году. Участвовал в Великой Отечественной войне и после её окончания служил в советской военной администрации в Германии. Окончил Военный институт иностранных языков и МГУ. Преподавал в военных академиях Ленинграда и Харькова.
В 1953 году в Институте этнографии имени Н. Н. Миклухо-Маклая АН СССР защитил диссертацию на соискание учёной степени кандидата исторических наук по теме «Лужичане. Историко-географический очерк». В 1955 году издал книгу «Лужичане».
В дальнейшем основной областью работ М. И. Семиряги была военная история новейшего времени, в первую очередь, тема партизанской борьбы против фашистских оккупантов и движения Сопротивления. Этим вопросам посвящена его докторская диссертация «Солидарность трудящихся в борьбе против фашизма (1939—1945)», которую он защитил в 1962 году.
С 1967 года работал в Институте военной истории МО. В качестве ответственного редактора 9-го тома принял участие в создании 12-томной «Истории Второй мировой войны», за что был удостоен Государственной премии.
В 1980 году перешёл в Институт международного рабочего движения АН СССР как специалист по массовым выступлениям трудящихся в военные и послевоенные годы. Результаты его исследований по этой проблематике были изложены в двух книгах о Движении Сопротивления в странах Восточной и Западной Европы. М. И. Семиряга также написал монографию «Тюремная империя нацизма и её крах», посвящённую внутренней политике гитлеровской Германии.
В 1990-е годы он начал широко использовать в своей работе ранее недоступные исследователям архивные источники по внешней и военной политике СССР 1930—1940-х гг. М. И. Семиряга нередко был первым в изучении проблем, которые ранее были запретными. Особое внимание читателей привлекла его книга «Тайны сталинской дипломатии» (М.: Высшая школа, 1992), в которой была дана новая оценка политике советского руководства накануне Второй мировой войны и в её начальный период. В этой работе М. И. Семиряга, в частности, рассматривает обстоятельства заключения советско-германского договора о ненападении от 28 сентября 1939 года, предысторию советско-финской войны и другие темы. М. И. Семиряга первым в стране опубликовал секретный протокол к советско-германскому пакту и другие архивные документы аналогичного характера, в том числе касающиеся расстрела польских офицеров в Катыни.
С 1994 года он являлся академиком-секретарём Отдела военной истории Академии военных наук. В 1995 году появилась монография М. И. Семиряги о деятельности Советской военной администрации (СВАГ) — «Как мы управляли Германией», где архивные материалы он дополнил своими личными впечатлениями. Книга «отражает заслуги СВАГ в деле очищения советской зоны оккупации от наследия фашизма, в возрождении культуры и т. д.».
С начала 1990-х годов М. И. Семиряга совмещал исследовательскую работу с преподаванием в Российском государственном гуманитарном университете. Но главные силы «были отданы созданию обширного труда по практически не изученной теме коллаборационизма в оккупированных странах», вышедшему в свет в 2000 году, после смерти автора.
Скончался 1 июля 2000 года. Похоронен на Востряковском кладбище в Москве (участок 122).

## Научные труды

### Монографии
- Семиряга М. И. Лужичане. — М.; Л.: Издательство Академии наук СССР, 1955. — 196 с. (Научно-популярная серия/ Акад. наук СССР).
- Семиряга М. И. Вторая мировая война и пролетарский интернационализм. — М.: Воениздат, 1962. — 215 с.
- Семиряга М. И. Эхо Сталинградской битвы/ М. Семиряга, д-р ист. наук, проф. ; Вступ. статья акад. И. М. Майского. — Волгоград : Нижне-Волжское книжное издательство, 1969. — 248 с.
- Семиряга М. И. Антифашистские народные восстания: (очерки). — М.: «Наука», 1970. — 267 с.
- Семиряга М. И. Советские люди в европейском движении Сопротивления. — М.: «Наука», 1970. — 351 с. (Вторая мировая война в исследованиях, воспоминаниях, документах/ АН СССР. Ин-т воен. истории М-ва обороны СССР).
- Страны Центральной и Юго-Восточной Европы во второй мировой войне. / под ред. полковника М. И. Семиряги. — М.: Воениздат, 1972.
- Семиряга М. И. Немецко-фашистская политика национального порабощения в оккупированных странах Западной и Северной Европы. — М.: «Наука», 1980. — 239 с.
- Семиряга М. И. Борьба народов Центральной и Юго-Восточной Европы против немецко-фашистского гнета / Отв. ред. В. К. Волков. — М.: «Наука», 1985. — 326 с. (Борьба народов против фашизма и агрессии)
- Семиряга М. И. Люди "второго сорта" в мире капитала : Их судьбы и борьба. — 2-е изд. — Ставрополь: Ставропольское книжное издательство, 1987. — 207 с.
- Семиряга М. И. Тюремная империя нацизма и её крах. — М.: Юридическая литература, 1991. — 383 с. ISBN 5-7260-0272-5
- Семиряга М. И. Тайны сталинской дипломатии. 1939—1941. — М.: Высшая школа, 1992. — 302 с. ISBN 5-06-002525-X
- Семиряга М. И. Как мы управляли Германией — М.: Российская политическая энциклопедия (РОССПЭН), 1995. — 400 с. — Тираж 3000 экз. — ISBN 5-86004-032-6
- Семиряга М. И. Коллаборационизм. Природа, типология и проявления в годы Второй мировой войны. — М.: РОССПЭН, 2000. — 863 с. ISBN 5-8243-0070-4

### Брошюры
- Семиряга М. И. Освободительная миссия Советских Вооруженных Сил во второй мировой войне / М. И. Семиряга, д-р ист. наук, полк. — М.: Знание, 1970. — 48 с. (Б-чка пропагандиста военных знаний/ Моск. гор. организация о-ва "Знание" РСФСР. Ин-т воен. истории М-ва обороны СССР. Моск. гор. ком. ДОСААФ).
- Семиряга М. И. Преступление века: (Как гитлеровская Германия готовила агрессивную войну против СССР) / М. И. Семиряга, полк., д-р ист. наук. — М.: Знание, 1971. — 38 с.
- Семиряга М. И. Великий подвиг Советской Армии-освободительницы / М. И. Семиряга, полк., проф., д-р ист. наук. — М.: Изд-во ДОСААФ, 1975. — 40 с. (К 30-летию Победы советского народа в Великой Отечественной войне 1941-1945 гг. Б-чка пропагандиста военных знаний/ Моск. гор. организация О-ва "Знание" РСФСР. Ин-т воен. истории М-ва обороны СССР. Моск. гор. ком. ДОСААФ).
- Семиряга М. И. Освободительная миссия Советской Армии в годы Великой Отечественной войны. — М.: Знание, 1984. — 64 с.
- Семиряга М. И. Движение Сопротивления: (К 50-летию начала второй мировой войны). — М.:Знание, 1989. — 64 с. (Новое в жизни, науке, технике. Защита Отечества; 1/1989).
- Семиряга М. И. "Зимняя" война: Взгляд 50 лет спустя : Советско-финляндская война, 1939-1940. — М.: Изд-во Агентства печати «Новости», 1990. — 56 с.
- Семиряга М. И. Советско-финляндская война: (К 50-летию окончания). — М.: Знание, 1990. — 64 с. (Новое в жизни, науке, технике. Защита Отечества; 3/1990).; ISBN 5-07-001228-2

### Статьи
- М. И. Семиряга. Формирование иностранных воинских частей на территории СССР в годы Великой Отечественной войны // "Военно-исторический журнал", № 9, 1959.
- Семиряга М. И. Польские патриоты в борьбе против гитлеровских захватчиков // Новая и новейшая история, № 2, 1962. стр.167-168
- Семиряга М. И. Судьбы советских военнопленных // Вопросы истории, № 4, 1995. стр.19-33